# Friedrich Koldewey (Pädagoge, 1839)

Friedrich Koldewey

Karl Friedrich Ernst Koldewey (* 26. April 1839 in Barmke, Kreis Helmstedt; † 16. September 1909 in Braunschweig) war ein deutscher Gymnasiallehrer und Historiker.

## Leben
Koldewey wurde 1839 als Sohn eines Lehrers und Kantors in Barmke geboren. Nach Besuch des Helmstedter Gymnasiums in den Jahren 1851 bis 1858 studierte Koldewey bis zum Jahre 1861 in Göttingen und Halle Theologie sowie als Nebenfächer Philologie, Philosophie und Geschichtswissenschaft. Er bestand 1861 die erste und 1863 die zweite theologische Prüfung. Er war kurze Zeit als Hauslehrer tätig, bevor er seit Herbst 1862 an der „Großen Schule“ in Wolfenbüttel als Hilfslehrer arbeitete. Im Jahre 1869 wurde er zum Oberlehrer ernannt. Die Staatsprüfung für die oberste gymnasiale Lehrstufe bestand er 1871. Im Jahre 1873 wurde er an der Universität Jena zum Dr. phil. promoviert. Von 1882 bis 1884 leitete er das Gymnasium in Holzminden. Er zog 1884 nach Braunschweig, wo er Direktor des Herzoglichen Realgymnasiums wurde. Im Jahre 1891 wechselte er als Leiter an das Martino Katharineum. Im selben Jahr wurde er Mitglied der Herzoglichen Oberschulkommission, womit er das Schulwesen des Landes wesentlich mitbestimmen konnte. Er wurde 1897 zum Schulrat und 1903 zum Oberschulrat ernannt.
Sein Sohn Friedrich Koldewey war Schulleiter am Progymnasium in Bad Harzburg.

## Schriften (Auswahl)
Koldewey ist Verfasser wissenschaftlicher Arbeiten zur Kirchen- und Schulgeschichte, insbesondere des Herzogtums Braunschweig. Für seine Arbeiten zur Reformation des Landes Braunschweig wurde er 1885 von der Universität Jena zum Ehrendoktor der Theologie ernannt. Weitere Forschungsthemen waren das Leben und Wirken von Abt Jerusalem sowie die Geschichte der ehemaligen Universität Helmstedt. Sein zweibändiges Werk Braunschweigische Schulordnungen wurde 1886 und 1890 in der von Karl Kehrbach herausgegebenen Reihe Monumenta Germaniae Paedagogica veröffentlicht.
- Geschichte des Schulwesens im Herzogtum Braunschweig von den ältesten Zeiten bis zum Regierungsantritt des Herzogs Wilhelm 1831. 2 Bände, Braunschweig 1891.
- Geschichte des Realgymnasiums zu Braunschweig. Braunschweig 1885.
- Jugendgedichte des Humanisten Johannes Caselius. In Auswahl und mit einer Einleitung herausgegeben von Friedrich Koldewey. Buchdruckerei von Joh. Heinr. Meyer. Braunschweig. 1902.

## Ehrungen
Am 8. Mai 1895, dem 58. Geburtstag des Prinzregenten des Herzogtums Braunschweig Albrecht von Preußen, wurde Koldewey von diesem persönlich in der Aula des Martino-Katharineums das Ritterkreuz I. Klasse vom Orden Heinrichs des Löwen verliehen.